# Астафьево (Белёвский район)
Астафьево — деревня в Белёвском районе Тульской области России. Население - 142 человека (2021). 
В рамках административно-территориального устройства является центром Кураковского сельского округа Белёвского района, в рамках организации местного самоуправления включается в сельское поселение Правобережное.

## География
Расположена в 100 км к юго-западу от Тулы и в 14 км к юго-востоку от райцентра, города Белёва.

## Население
| 2002 | 2010 |
| ---- | ---- |
| 233  | ↘203 |